# Creu de terme (Juneda)
La Creu de terme és una obra de Juneda (Garrigues) inclosa a l'Inventari del Patrimoni Arquitectònic de Catalunya.

## Descripció
És una creu de terme de pedra, de finals del segle xiv, situada al cementiri. La creu pròpiament dita, no es conserva; ha estat substituïda per una de ferro. Només en resta el nus que estructuralment es compon de tres blocs de perímetre decreixent, en sentit ascendent. L'inferior, de vuit cares, mostra motius decoratius arquitectònics que allotgen de manera alterna, imatges de cos sencer, probablement al·lusives a sants, i querubins amb escuts (la degradació de la pedra impedeix una major definició). El cos central també és vuitavat. És ple d'elements ornamentals de tipus arquitectònic (finestrals, pinacles, ...). El superior té quatre cares, les frontals amb dibuix figuratiu deteriorat i les laterals amb finestrals gemminats.

## Història
El seu emplaçament original era a l'acabament dels porxos, a la cruïlla entre el carrers Àngel Guimerà, Major i La Font. Un capellà de la població, a finals del segle xix, va suggerir el nou emplaçament, a l'entrada del cementiri, situat al carrer Prat de la Riba núm. 15 (X:318367, Y:4602465). El 2001, arrel d'una restauració de la mà de Ramon Solé, es traslladà al museu arqueològic i etnològic del municipi, on és conservada en l'actualitat.